# 塞利恩特冰川
78°6′S 163°5′E / 78.100°S 163.083°E
塞利恩特冰川（英語：Salient Glacier）是南極洲的冰川，位於維多利亞地的斯科特海岸，處於皇家學會嶺東面，最終注入布盧冰川，在1957年由新西蘭探險隊測量，現時由南極條約體系管理。